# كأس السوبر السعودي المصري 2001
كأس السوبر المصري السعودي 2001 هي بطولة عملت على بطولاتان بطولة كأس حسني مبارك وفاز بها الهلال السعودي على النادي الإسماعيلي المصري و بطولة كأس الملك فهد وفاز بها الاتحاد السعودي على الأهلي المصري . وهي أول نسخة من البطولة . وهي بطولة مصرية سعودية .

## الفرق
| الفريق     | الوصول                               |
| ---------- | ------------------------------------ |
| الاتحاد    | بطل الدوري السعودي الممتاز 1999–2000 |
| الأهلي     | بطل الدوري المصري الممتاز 1999–2000  |
| الهلال     | بطل كأس ولي العهد السعودي 1999–2000  |
| الإسماعيلي | بطل كأس مصر 1999–00                  |

## المباريات

### كأس الملك فهد
| الهلال       | 2–1     | الإسماعيلي |
| ------------ | ------- | ---------- |
| [ ملاحظة 1 ] | (تقرير) |            |

### كأس حسني مبارك
| الاتحاد | 3–2 | الأهلي |
| ------- | --- | ------ |
|         |     |        |